# Огненная Ведьма
Огненная Ведьма (англ. Witchfire), также известная как Ананим (англ. Ananym) — вымышленный персонаж, бывший супергерой, теперь суперзлодей, и маг. Она была бывшим членом Отряда Гамма и в конечном итоге была завербована в Отряд Бета. Она является дочерью злодея Икс-Мэна Беласко.

## Вымышленная биография
Ананим — дочь Беласко, колдуна, который прежде правил измерением Лимбо; Однако, у неё нет воспоминаний о её ранней жизни, ни её очевидного демонического фона.
Когда Отряд Альфа исчез с Земли, канадское правительство приняло на работу Огненную Ведьму вместе с Нэмесисом, Диким Дитя, Ауриком и Серебром для создания Отряда Гамма. после возвращения Отряд Альфа, Отряду Гамма было приказано их арестовать,, но обе команды объединились, чтобы победить Илана. Отряд Гамма был позже расформирован в результате слияния с возрожденным отделом Н и Отрядом Альфа с Огненной ведьмой.
Огненная Ведьма была назначена для программы стажеров Департамента H,Отряда Бета и новой команды поддержки Отряда Гамма, специально для сверхъестественных целей. После того, как она оказалась в ловушке в королевстве Сновидении, она вернулась и сыграла важную роль в победе над Отрядом Омега. Она взяла на себя лидерство в Отряде Бета, но когда Маникин получил ранение в бою, она стала темнее и стала жарить голову Шакала, который отравил его.
Когда «Хардлайнеры» вторглись в штаб-квартиру Департамента H, они жестоко избили «Огненную Ведьму». Однако, она выздоровела и стала намного сильнее у власти.

### X-Infernus
В Лимбо недавно воскрешенная Иллиана Распутин нападает на других демонов, ищущих Меч Души и оригинальный амулет Кровавого камня. Это не останется незамеченным Мефисто, Блэкхарт, Сатаниш, Дормамму и Хеле. Огненная Ведьма появляется во время встречи, созвав демонов вместе, и показывает, что теперь она является нынешним владельцем оригинального амулета и клянется уничтожить Темного Дитя и занять место своего отца в качестве правителя Лимбо и его место за столом.

В Лимбо, Огненная Ведьма узнает, что Магик покинул Лимбо и принимает контроль. Она ударяет Сайма через сундук, серьёзно ранив его. Магик телепортируется, чтобы найти его прикованным к трону. Она спрашивает, что случилось, и он сообщает ей, что дочь Беласко, «Ведьма огня» взяла под свой контроль в его отсутствие. Иллиана потрясена, услышав, что Беласко имеет дочь, и «Ведьма огня» выходит из тени и нападает на Магика.

Поскольку Магик противостоит Огненной Ведьме, Ведьма пожаловалась на все, что когда-либо принадлежало Беласко, включая душу Магика, и после быстрой битвы Магик сбит Огненной Ведьмой, которая утверждает второй амулет Гелиотроп. Ведьма стреляет Маджику через сундук, ранит её и выбивает. Огненная Ведьма берет Гелиотроп от Пикси из Людей Икс и добавляет его к оригинальному амулету, давая ей четыре Гелиотропа и более демоническую внешность.
Когда Эльф телепортируется в замок сама, она бежит в тронный зал, где она находит Магика, закованного в цепи. Огненная Ведьма схватила Пикси за горло и заставляет её стать её новым учеником и начинает формирование нового кровавого камня из души Эльфа.
Услышав крики из замка, Ночной Змей телепортирует Людей Икс в тронный зал. Как только там, Огненная Ведьма превращает Колосса и Росомаху против Меркурия и Рокслида. Ночной Змей замечает, что Иллиана прикована к столбу, и она просит его нанести ей удары Пикси, так как это единственный способ, и только он может это сделать, потому что он настроен на волшебство. Он извиняется и наносит ей удары. В этот момент. Колосс ударяет Курта и Огненная Ведьма заканчивает делать свой пятый и последний Кровавый камень от теперь демонической Пикси. Курт выздоравливает вовремя, чтобы снять Соулдаггер и Меч из Иллиана и использовать их, чтобы освободить Колосса и Росомаху из их чары. Пикси затем использует их, чтобы освободить Иллиана, чтобы они могли противостоять Огненной Ведьме. Она пытается взорвать Иллиана, но она защищена ртуть достаточно долго для Иллиана в полосу кровавых камней от неё и уничтожить амулет они находятся. Огненная Ведьма затем попала в старшее Божье измерение с четырьмя Кровавыми камнями.

### Fear Itself: The Fearless
Огненная Ведьма ненадолго возвращается в эпизоде как один из демонов, призванных Син для борьбы с героями Земли.

## Силы и способности
Врожденные чувства ведьмы позволяют ей обнаруживать и идентифицировать все формы мистической энергии рядом с ней. Обычно она может настраивать их для восприятия немистических сил, таких как эмоции или жизненные энергии. Она, естественно, заживает немного быстрее, чем обычно.
Она также обладает навыками использования различных магических способностей вне своих собственных способностей. Она была обучена товарищем по команде «Отряда Альфа» Шаманом в симпатической магии, а также в магическом рисовании по экстрадимименталам, таким как Агамотто и Хезаба. Колдовские заклинания включают щиты против пламени, физического урона и магии; Болеутоляющие; И заклинания, чтобы покончить с контролем разума. У неё есть естественная близость к контролю пламени, но она обычно избегает использования этих заклинаний, поскольку они пробуждают неудобные элементы её потерянного прошлого. Когда она ненадолго восстановила свои полные воспоминания, она превратилась в рогатую демоническую форму с значительно увеличенными уровнями власти и большим контролем над этими силами. В этой форме она также проявила невероятные возможности телепортации, трансформацию материи и открытие пространственных врат. В нормальной форме Ведьмы у неё есть два крошечных черных рога, но она обычно скрывает их либо своей магией, либо надевая на них волосы.

После получения четырёх Кровавых Камней, рога Ведьмы становились все больше. Когда она получила пятый Кровавый камень, она также вырастила крылья, в дополнение к увеличению уровней мощности.